# Den israelsk-palæstinensiske konflikt
Den israelsk-palæstinensiske konflikt er en strid mellem Israel og palæstinenserne. Den er en del af den større israelsk-arabiske konflikt. Der har været adskillige forsøg på at skabe fred gennem en to-stats-løsning, som skulle føre til etableringen af en uafhængig palæstinensisk stat ved siden af Israel. En række væsentlige internationale aktører er blevet involveret i konflikten. De centrale forhandlingspartnere er den israelske regering, for øjeblikket ledet af Benjamin Netanyahu, og PLO (Palestine Liberation Organization), ledet af Mahmoud Abbas. De officielle forhandlinger bliver ledet af en international gruppe, kendt som Mellemøst-kvartetten. Den består af repræsentanter fra USAs og Ruslands regeringer, den Europæiske Union og FN. Den Arabiske Liga er en anden vigtig part og har bl.a. foreslået et alternativt fredsinitiativ. Egypten har længe været en væsentlig part i konflikten. Den egyptiske regering, som tiltrådte i 2014 under præsident Abdel Fattah al-Sisi har fremsat skarp kritik af organisationen Hamas, som den mener er ansvarlig for konflikten.
I 2023 tog konflikten en ny alvorlig drejning med Gazakrigen, der efter et par år havde medført over 50.000 døde, langt størsteparten palæstinensiske indbyggere i Gaza.

## Udgangspunktet
Palæstina havde i perioden 1516 og frem til første verdenskrig været kontrolleret af Det Osmanniske Rige. I forbindelse med Det Osmanniske Riges fald efter første verdenskrig, blev det dog pålagt Storbritannien at administrere Palæstina, under Folkeforbundets såkaldte Palæstinamandat, som formelt blev vedtaget d. 22. juli 1922 af Folkeforbundet i forbindelse med et møde i London. Mandatet trådte dog først officielt i kraft d. 29. september 1923. Ideen med at etablere mandatområder var at sikre en stabil administration af de mange nyoprettede stater efter første verdenskrig. Dette blev gjort ved i begyndelsen at tillade stormagter (her Storbritannien) at administrere områderne, hvorefter ideen med mandaterne var, at de enkelte områder med tiden skulle være selvadministrerende og derpå blive individuelle stater, når de altså engang var i stand til at "stå på egne ben".
Storbritannien havde forud for etableringen af mandatområdet i Palæstina afgivet flere forskellige modstridende løfter overfor forskellige parter, hvad angik fremtidsplanerne for regionen, Palæstina. Hussein-McMahon korrespondancen (1915-1916) lovede således, at den britiske regering ville anerkende arabisk uafhængighed i Mellemøsten, hvis Hussein igangsatte en arabisk revolte mod Det Osmanniske Rige. Sykes-Pikot-aftalen (1916) inddelte Mellemøsten i britiske og franske interessesfærer, mens den britiske regering i Balfour-deklarationen (1917) tilkendegav støtte til at etablere et ”nationalt hjem” for det jødiske folk i Palæstina. Araberne mente senere, at både Sykes-Pikot-aftalen og Balfour-deklarationen var i modstrid med de løfter Hussein var blevet givet i korrespondancen med McMahon. Her mente de bl.a., at Palæstina-området var en del af de områder, som de var blevet lovet, mens dette ikke var Storbritanniens opfattelse.
Palæstinamandatet tilsagde grundlæggende, at regionen – Palæstina – i sidste ende skulle blive et "nationalt hjem" for det jødiske folk. Oprindeligt indeholdt mandatområdet også det, som i dag kendes som Jordan. I henhold til artikel 25 i Palæstinamandatet kunne mandatet dog, med Folkeforbundets samtykke, opdeles ved floden Jordan, således at landområderne øst for floden – også benævnt Transjordan – kunne udskilles fra det oprindelige Palæstinamandat. Formelt blev dette gjort d. 16. september 1922, hvor det såkaldte Transjordan memorandum blev vedtaget af Folkeforbundet. Dette memorandum beskrev, hvorledes Storbritannien havde til hensigt at implementere den føromtalte artikel 25 fra Palæstinamandatet. I praksis havde Storbritannien allerede inden vedtagelsen af memorandummet administreret Transjordan uafhængigt af den resterende del af Palæstinamandatet. Således havde Storbritannien allerede i marts 1921 udpeget Abdullah bin al-Hussein til Emir af Transjordan, og samtidig forsikret ham om, at ingen jøder ville bosætte sig i Transjordan. Emiratet Transjordanien udgjorde størstedelen af Palæstinamandatet. Således udgjorde det nyoprettede Transjordanien knap 80% af de samlede landområder i det oprindelige Palæstinamandatet, omend befolkningen i Transjordanien kun udgjorde omkring 230.000 (1921). Dette kan sammenholdes med, at den tilbageblevne del af Palæstinamandatet, som udgjorde godt 20% af landområderne, havde en befolkning på 757.182 (1922).
Palæstina var i perioden frem til anden verdenskrig præget af adskillige episoder med uroligheder mellem den jødiske og arabiske del af befolkningen, som kostede adskillige menneskeliv på begge sider af konflikten. Konflikterne kulminerede i det Arabisk oprør i Palæstina (1936-1939), hvor adskillige nationalistiske arabere igangsatte et oprør mod den britiske administration i Palæstina. Indledningsvis var oprøret primært karakteriseret af en stor generalstrejke, hvilket dog blev afløst af et mere voldeligt oprør. Oprørerne krævede arabisk uafhængighed i området, ligesom de krævede en afslutning af den jødiske indvandring og jordkøb i området, som havde til formål at oprette et "jødisk nationalt hjem".
Briterne havde i 1936 nedsat den såkaldte Peel-kommission – ledet af Lord Peel – der havde til formål at undersøge årsagerne til den store den store uro i Palæstina. I 1937 fremlagde Peel-kommissionen sin rapport, som konkluderede, at Folkeforbundets Palæstinamandatet var blevet umuligt at virkeliggøre og anbefalede derfor i stedet en partition af mandatområdet. Peel-kommissionen fremlagde en konkret delingsplan af Palæstinamandatet, såkaldte Peel-plan. Araberne modsatte sig delingsplanen og fordømte den enstemmigt. Den arabiske højkomité fordømte ideen om en jødisk stat. Jøderne var mere splittede. Således blev den konkrette plan afvist på den zionistiske kongres i 1937, omend delingsprincippet generelt blev anset for at være "acceptabelt" eller "ikke afvist direkte" af nogle større fraktioner, hvorfor ledelsen blev påskønnet at forfølge fremtidige forhandlinger. Den britiske regering støttede Peel-kommissionens anbefaling om en partition af mandatområdet, men ønskede yderligere information, hvorfor Woodhead-komissionen blev nedsat i begyndelsen af 1938, som havde til formål at udarbejde en mere detaljeret delingsplan. Woodhead-komissionen udgav sin endelige rapport mod slutningen af 1938, som afviste Peel-kommissionens delingsplan, da denne ville kræve, at en stor del af den arabiske befolkning var nødsaget til at blive forflyttet. I stedet fremlagde Woodhead-komissionen to andre delingsforslag. Den britiske regering afviste den forestående opdeling af Palæstina og indkaldte i stedet de relevante partere til en konference i London i februar 1939, hvor et kompromis kunne blive udarbejdet. Briterne gjorde det klart i forbindelse med denne konference, at hvis parterne ikke kunne opnå enighed om en løsning, så ville den britiske regering indføre/pålægge dem en løsning. Processen blev afsluttet efter fem og en halv uge ved, at briterne fremlage et forslag, som senere blev offentliggjort som Hvidbogen af 1939. Hvidbogen udgjorde den britiske politik for regionen i perioden 1939 og frem til Palæstinamandatet afslutning i 1948. Hvidbogen sagde dels, at der skulle skabes et "jødisk nationalt hjem" i en uafhængig palæstinensisk stat inden for 10 år, hvorved Hvidbogen modsatte sig Peel-kommissionens anbefalinger om en partition af mandatområdet. Ligeledes pålagde Hvidbogen begrænsninger på den jødiske immigration, således der maksimalt kunne immigrere 75.000 jøder til området i den efterfølgende 5-årige periode. Jødiske immigration ville herefter blive bestemt af det arabiske flertal i området. Afslutningsvis begrænsede Hvidbogen jødernes mulighed for at opkøbe arabisk land i størstedelen af mandatområdet.
Storbritannien annoncerede i september 1947, at de havde til hensigt at afslutte Palæstinamandatet og henviste fremtidige spørgsmål vedrørende Palæstina til De Forenede Nationer. Den 29. november 1947 blev delingsplanen (FN's Generalforsamling resolution 181) vedtaget i FN's Generalforsamling med stemmerne 33 mod 13 (10 undlod at stemme). Denne delingsplan anbefalede at splitte det tidligere Palæstinamandatet i to, hvilket ville resultere i to nye stater: henholdsvis en jødisk og arabisk stat. Endvidere anbefalede delingsplanen at skabe et "særlig international regime" – en corpus separatum – for byen Jerusalem, som ville blive administreret af FN for at undgå konflikter om byens status. Det skal understreges, at FN's Generalforsamling ikke har/havde juridisk bemyndigelse til at opdele landområder, herunder Palæstinamandat, og herved oprette stater. Resolutionen skal således snarere ses som en anbefaling, som FN's Generalforsamling håbede, at de involverede parter ville acceptere. De ti lande, der stemte mod delingsforslaget i FN's Generalforsamling, var i overvejende grad arabiske lande. Således var det kun det jødiske samfund, der godtog planen, mens Den Arabiske Liga og den arabiske højere komité pure afslog planen.
To uger efter vedtagelsen af delingsplanen i FN annoncerede Storbritannien, at Palæstinamandat ville blive afsluttet den 15. maj 1948. På Palæstinamandatets sidste dag (d. 14. maj 1948) blev oprettelsen af staten Israel proklameret. Den israelske uafhængighedserklæring indeholdt ikke nogen specifikke henvisninger til statens grænse, omend paragraf 14 indeholder et løfte om, at Israel "er parat til at samarbejde med agenturerne og repræsentanterne for De Forenede Nationer med henblik på at implementere" resolution 181. Oprindeligt var det på tale at specificere Israels grænser i forening med resolution 181 i deres uafhængighedserklæring, men dette blev bl.a. afvist af David Ben-Gurion. Han mente ikke, at Israel skulle forpligte sig til nogle grænser, som araberne alligevel ikke ville acceptere og angiveligt var villige til at gå i krig på baggrund af.[kilde mangler]
Proklameringen af Israel's uafhængighedserklæring resulterede i Den israelske uafhængighedserklæring af 14. maj 1948. Erklæringen var grundlaget for den officielle dannelse af en jødisk stat ved navn Israel. Det muslimske broderskab søgte med base i Egypten at opildne palæstinenserne til kamp mod den nye stat[kilde mangler], men blev brutalt undertrykt af præsident Nasser efter dennes magtovertagelse i 1952.[kilde mangler]

## Krigene
Fra dette tidspunkt indtil seksdageskrigen var Palæstinaproblemet primært en konflikt mellem Israel på den ene side og Egypten, Jordan og Syrien som repræsentanter for det arabiske standpunkt på den anden side. Efter Israels sejr i seksdageskrigen måtte 250.000 palæstinesere og det palæstinensiske lederskab med Yasser Arafat i spidsen i juni 1967 flygte til Jordan. Tidligt i 1970'erne begyndte militante palæstinensiske grupper at rette en bølge af angreb mod israelske mål rundt om i verden. Det mest opsigtsvækkende af disse var gidseltagningen af israelske atleter under Sommer-OL 1972, der endte med at vesttysk politi angreb 2 helikoptere, der var bevilget i en aftale om frit lejde. Israel svarede igen med den såkaldte Operation Guds Vrede, hvor de der efter Israels skøn var ansvarlige, blev opsporet og dræbt. Denne gengældelsespolitik over for en aktion, der i sig selv var en gengældelse (for ikke at kunne deltage som nation i OL og for at være smidt ud af Vestbredden), var og er stadig kontroversiel. Mindst en uskyldig måtte lade livet i den anledning, da en marokkansk tjener blev dræbt i Lillehammer i Norge af en Mossad-agent, hvilket på det skarpeste blev fordømt af den norske regering og førte til et anstrengt forhold mellem de to lande.
Den 6. oktober 1973 under Yom Kippur, den helligste dag i den jødiske kalender, foretog den egyptiske og den syriske hær et invasionsforsøg i form af et overraskelsesangreb mod Israel. Krigen endte den 26. oktober med, at Israel trods store tab drev de egyptiske og syriske styrker tilbage. En intern efterforskning fritog regeringen for ansvaret for krigen, men den offentlige mening tvang statsminister Golda Meir til at gå af.
For at svække PLO gav den nye israelske regering i 1973 det muslimske broderskab lov til at oprette en velgørende organisation i Gaza. Dette blev grundlaget for oprettelsen af børnehjem, sundhedsklinikker og uddannelsesinstitutioner i området
I 1977 anerkendte Anwar Sadat som den første arabiske leder Israel. I september 1978 underskrev Sadat og Menachem Begin Camp David-aftalen og fredstraktaten mellem Israel og Egypten. Israel trak sig tilbage fra Sinai-halvøen og besluttede at gå ind i forhandlinger om et selvstyre for palæstinensere på den anden side af den grønne linje, men planen blev aldrig iværksat.

## Ny optrapning af konflikten
I 1982 greb Israel ind i den libanesiske borgerkrig for at tilintetgøre baser, hvorfra Palæstinas befrielsesfront havde bombarderet civile mål i det nordlige Israel. Modstanden i det sydlige Libanon blev hurtigt nedkæmpet, og i forsøg på at bringe PLOs tilstedeværelse helt til ophør, fortsatte de israelske styrker til Beirut, som den libanesiske hær havde forladt. Her blev de palæstinensiske styrker angrebet og nedkæmpet. Kampene i konflikten kostede mange menneskeliv. Beirut-avisen An Nahar anslog, at 5.515 mennesker, militære og civile, blev dræbt i Beirut-området, mens 9.797 militærfolk (fra PLO, Syrien og andre) samt 2.513 civile mistede livet andetsteds i Libanon.
Det var på længere sigt en Pyrrhussejr, for i stedet for det relativt svage PLO, fik man i Libanon en ny, langt stærkere fjende, Hizbollah – der opstod i 1982 som svar på den israelske invasion. Israel trak sig tilbage fra store dele af Libanon i 1985, men opretholdt en bufferzone frem til 2000.

## Første intifada og Osloaftalerne
Den første intifada, et palæstinensisk oprør mod den israelske administration, brød ud i 1987 med voldsbølger i de besatte områder. Det startede i Jabalaya flygtningelejr i Gaza den 9. december 1987 med at indbyggerne kastede sten og benzinbomber mod israelske patruljer, og spredte sig hurtigt til resten af Gaza, Vestbredden og Østjerusalem. I starten af denne konflikt blev Hamas, som udsprang af det muslimske broderskab, dannet. I de følgende seks år blev flere end tusinde mennesker dræbt i de efterfølgende voldsepisoder, hvoraf mange var interne opgør mellem palæstinensiske fraktioner.
I 1992 blev Yitzhak Rabin statsminister efter et valg, hvor hans parti gik ind for kompromis med Israels naboer.
 I 1993 underskrev den israelske udenrigsminister Shimon Peres og Mahmoud Abbas på vegne af henholdsvis Israel og PLO Oslo-aftalen, der gav det palæstinensiske selvstyreområde rettighederne til selv at styre dele af Vestbredden og Gazastriben mod til gengæld at anerkende Israels ret til at eksistere og at afslutte terrorismen. PLO's leder Yasser Arafat den israelske statsminister Yitzhak Rabin og USA's præsident Bill Clinton deltog ligeledes i ceremonien.
Samme år begyndte Hamas de aktioner hvor organisationen anvendte selvmordsbomber i kampen mod Israel. Bombeangrebene blev organiseret af organisationens militante fløj, dannet i 1991. Sideløbende har dens politiske lederskab søgt at vinde palæstinensernes opbakning til den militante politik gennem uddannelsesprogrammer og en aktiv indsats for at afhjælpe sociale problemer.
PLO returnerede med Arafat i spidsen til Gaza i 1994 efter den første intifada og Oslo-aftalen, og i 1994 blev fredsaftalen mellem Israel og Jordan underskrevet. Dermed blev Jordan det andet arabiske land, der normaliserede sit forhold til Israel. Alles støtte til forliget aftog da Israel blev ramt af en angrebsbølge fra palæstinenserne. Attentatet på Yitzhak Rabin udført af en højreekstremistisk jøde i november 1995, da Rabin forlod en demonstration for fred, chokerede landet. I slutningen af 1990'erne trak Israel sig tilbage fra 80 % af Hebron, men har stadig direkte kontrol med de 15.000 palæstinensere, der bor i umiddelbar nærhed af Abrahams Grav. Ifølge aftalen fra januar 1997 bevares den israelske militære tilstedeværelse for at beskytte de 450, der udgør en "jødisk enklave" i byen. De israelske soldater genåbnede delvis den centrale palæstinensiske handelsgade, Shuhada street, der er en af aftalens mest følsomme emner, fordi den forbinder flere israelske bosættelser.

## Anden intifada og dens følger
Det andet større palæstinensiske oprør indledtes 28. september 2000 da den daværende ledende israelske oppositionspolitiker Ariel Sharon foretog et kontroversielt besøg på Tempelbjerget i Jerusalem hvor Al-Aqsa-moskéen ligger. Urolighederne kulminerede i 2002, hvorfor Israels regering i 2002 - 2003 lod muren ved vestbredden opføre, angiveligt for at kunne dæmme op for terrorangreb og selvmordsbomber. I oktober 2003 blev en FN-resolution, som erklærede barrieren illegal, mødt med veto fra USA i sikkerhedsrådet. I december 2003 blev resolutionen tiltrådt af FN's generalforsamling (med 4 stemmer imod: Israel, USA, Mikronesien og Marshalløerne). Senere afgav Den internationale Domstol en 'rådgivende mening' (Engelsk:advisory opinion), som konkluderede, at barrieren stred mod International Lov.
Siden 2003 har den palæstinensiske side været splittet af en konflikt mellem de to største grupperinger: Fatah, det største palæstinensiske parti, og Hamas. Efter præsidentvalget i 2006 udbrød der kampe mellem parterne, som medførte at det palæstinensiske selvstyres territorium blev delt mellem Fatah, der kontrollerer Vestbredden, og Hamas, der har kontrollen over Gaza.
 Det har medført en krise i fredsbestræbelserne, da Hamas karakteriseres som en terrororganisation af Israel og en række andre lande. Det betyder at, på trods af at partiet vandt valget til Palæstinas lovgivende forsamling i 2006, har det ikke fået lov til at deltage i fredsforhandlingerne.
I 2007 påbegyndte Israel og Egypten i fællesskab en blokade af Gaza, hvis grænser og lufthavne er kontrolleret af de israelske myndigheder. Siden har Israel i 2010 indført lettelser for civilt gods, mens Egypten indførte visse lettelser for persontrafik i 2011.. Lettelserne blev dog ophævet efter at en tunnel under sikkerhedszonen var blevet afsløret i 2013.

En ny runde af fredsforhandlingerne begyndte i Annapolis i Maryland i USA i november 2007. Det var målet, at dette møde skulle føre til en endelig løsning i slutningen af 2008 Parterne blev enige om, at der var seks kernepunkter, som det var nødvendigt at løse. Punkterne var:
- Jerusalems status
- Palæstinensiske flygtninges ret til at vende tilbage
- De israelske bosættelser på Vestbredden
- Sikkerhedsspørgsmålet
- Grænserne mellem de to stater
- Fordelingen af vandressourcerne i hele regionen

Den 27. november 2007, blev den israelske statsminister Ehud Olmert og den palæstinensiske præsident Mahmoud Abbas enige om at forhandle om alle punkter og ikke sky nogen anstrengelse for at nå til enighed inden udgangen af 2008. Det lykkedes dog ikke at nå til enighed og i december 2008 led våbenhvilen mellem Hamas og Israel skibbrud. Hamas gav Israel skylden, fordi regeringen ikke havde ophævet en blokade mod Gaza-striben, mens Israel gav Hamas skylden, fordi denne organisation affyrede raketter ind i Israel fra Gaza. Israel svarede igen ved at igangsætte Operation Støbt Bly med en række luftangreb.

## Israelsk samlingsregering under Netanyahu
Den 3. januar 2009 gik israelske tropper ind i Gaza, hvilket markerede starten på en landoffensiv. Lørdag den 17. januar annoncerede Israel en ensidig våbenhvile, som var betinget af eliminering af yderligere raket- og mortérangreb fra Gaza. Israel begyndte at trække sig tilbage over de næste dage. Hamas annoncerede senere deres egen våbenhvile. Den indeholdt dens egne betingelser om de israelske styrkers tilbagetrækning på højst en uge og åbningen af grænseovergangene. Angreb fra begge parter har fortsat efter våbenhvilen. 31. marts 2009 fik Israel dannet en ny regering med Benjamin Netanyahu som premierminister. 54% af landets befolkning udtrykte utilfredshed med den nye, brede regering.
Siden denne regerings tiltræden i 2009 har den amerikanske præsident Barack Obamas administration ofte søgt at lægge pres på Benjamin Netanyahu for at stoppe de israelske bosættelser på Vestbredden med henblik på en genoptagelse af fredsprocessen. I en tale den 4. juni 2009 erklærede Obama bl.a.: "The United States does not accept the legitimacy of continued Israeli settlements". ..(og).. "This construction violates previous agreements and undermines efforts to achieve peace. It is time for these settlements to stop."
10 dage senere udtalte Netanyahu bl.a., at en demilitariseret palæstinensisk stat ville være en mulig løsning, selv om han to måneder tidligere havde afvist en mere vidtgående løsning end et selvstyre under israelsk kontrol. Talen blev tolket som et svar på Obamas tale. Netanyahu understregede, at han kun kunne acceptere en palæstinensisk stat, hvis Jerusalem forblev israelsk og palæstinenserne opgav kravet om alle flygtninges ret til at vende tilbage, ligesom han krævede, at de eksisterende bosættelser på Vestbredden skulle bibeholdes.
Den 25. november 2009 besluttede Israels regering at sætte alle bosættelser i bero i ti måneder, formentlig efter pres fra Obama, og Netanyahu opfordrede palæstinenserne til at reagere positvt på dette for Israel ”særdeles smertefulde skridt med henblik på at fremme fredsprocessen”. Imidlertid afviste repræsentanter for det palæstinensiske selvstyre dette forslag.
I løbet af september 2010 påbegyndte det palæstinensiske selvstyre en kampagne for at opnå en anerkendelse af en palæstinensisk stat indenfor 1967 grænserne med Østjerusalem som hovedstad. Den 23. september forelagde præsident Mahmoud Abbas en anmodning om at optage den palæstinenske stat som 194. Medlem af FN for generalsekretær Ban Ki-moon. Den israelske regering erklærede dette for et unilateralt skridt  Den 29. november 2012 vedtog FN’s generalforsamling resolution 67/19, som gav Den palæstinensiske stat observatørstatus.
Kort forinden, den 14. november 2012 havde Israel indledt nye angreb på Gazastriben med det udtrykkelige formål at forhindre Hamas’ genoptagne raketangreb. "And to disrupt the capabilities of militant organizations." Operationen blev indledt med drabet på Ahmed Jabari, lederen af Hamas’ militære gren. Efter otte dages luftangreb fra begge parter afsluttedes konflikten, der dræbte mindst 6 israelere og 130 palæstinensere.
Våbenhvilen varede indtil juli 2014, men fredsprocessen gik endnu engang i stå. USA søgte at mægle mellem parterne, men først i juli 2013 lykkedes det udenrigsminister John Kerry at få påbegyndt egentlige fredsforhandlinger. Kerry opgav efter en række forsøg på at opnå et resultat videre mægling i april 2014, og konfrontationerne mellem israelske styrker og Hamas fortsatte. En israelsk kommentator hævdede, at ingen af parterne reelt viste vilje til fred, men at hovedansvaret lå hos den israelske regering, som fører en "afvisningspolitik" over for palæstinenserne.
Den 12. juni 2014 offentliggjorde Fatah og Hamas dannelsen af en samlingsregering på Vestbredden. Den 8. juli 2014 startede gensidige luftbombardementer mellem israelsk militær og Hamas, efter at en bortførelse og efterfølgende drab på tre israelere og en hævnaktion med drab på en palæstinensisk dreng, havde udløst uroligheder, der udviklede sig til de værste siden 2. intifada. Hamas erklærede i forbindelse med de gensidige luftangreb, at "alle israelere er nu vores mål". I løbet af et døgn (den 9.-10 juli) affyrede Hamas 165 raketter fra Gazastriben ind i Israel, mens israelske jagerfly og flådefartøjer gennemførte ca. 400 aktioner mod palæstinensiske mål og dræbte i denne forbindelse 32 personer, blandt disse både kvinder og børn. Hamas havde ifølge israelske oplysninger pr. 14. juli 2014 affyret mere end 800 raketter mod israelske mål, hvoraf størsteparten dog var nedskudt af det israelske luftforsvarssystem Jernkuplen.

### Landoffensiv
Den 13. juli 2014 foretog israelsk militær en lynaktion i Gaza, den første landoffensiv siden 2009. Optrapningen af konflikten betød, at flere aktører forsøgte at etablere en våbenhvile. Qatar tog udgangspunkt i Hamas' krav, mens Egypten forsøgte at etablere fredsforhandlinger i Cairo, som angiveligt ikke måtte belønne Hamas for at indlede krig.
USA's udenrigsminister John Kerry vendte den 22. juli tilbage til Jerusalem med et krav om en våbenhvile, som skulle imødekomme FN's opfordringer om at igangsætte en ny runde i fredsprocessen. Den 26. juli etablerede Israel en 12 timer lang "humanitær våbenhvile", som Hamas proklamerede en 12 timer lang forlængelse af. Imidlertid genoptog palæstinensiske batterier affyring af raketter mod Israel, hvorefter kampene fortsatte.
Efter den humanitære våbenhvile fortsatte kampene. Også luftangrebene blev genoptaget, og i løbet af de tre første uger af den optrappede konflikt blev 1115 palæstinensere dræbt, mens Israel mistede 53 soldater og tre civile menneskeliv.
Den israelske aktion afslørede, at Hamas havde etableret mindst 40 tunneler under afspærringerne Gazaområdet, og Israel erklærede ødelæggelsen af disse for et nødvendigt skridt for at sikre landets civilbefolkning. Den 29. juli blev 5 israelske soldater dræbt, da de under en afsøgning af grænseområdet på israelsk grund stødte på en bevæbnet gruppe palæstinensere nær Nahal Oz. Episoden var medvirkende til en ny luftoffensiv fra israelsk side, som bl.a. blev rettet mod en pigeskole, hvor FN havde oprettet en nødlejr for flygtninge og mod en markedsplads.
Den 1. august 2014 trådte en 72 timers våbenhvile, som var forhandlet under ledelse af John Kerry med støtte fra Egypten og Qatar og godkendt af Israel og Hamas' politiske ledelse, i kraft. Efter blot 1½ time blev den brudt, da Hamas angreb en deling israelske soldater i grænseområdet og dræbte to af disse, ligesom det forlød, at en forsvunden israelsk soldat var taget en som gidsel. Israel genoptog herefter luftangrebene og sprængningerne af de tunneler, som landets regering anser som den væsentligste trussel mod befolkningens sikkerhed. Søndag den 3. august blev den forsvundne soldat imidlertid erklæret "faldet i kamp".
Herefter blev kampene genoptaget indtil natten til 5. august, hvor det lykkedes at etablere en 72 timer lang våbenhvile. Ved dens ikrafttrædelse var 1875 palæstinensere og 67 israelere blevet dræbt. Kampene blev genoptaget ved våbenhvilens udløb, men standsede den 10. august, hvor en ny våbenhvile blev aftalt.
Den 18. august blev de palæstinensiske tab af menneskeliv opgjort til 2016, mens 10.196 var blevet såret.
Den 19. august brød Hamas den nyeste aftale om våbenhvile et halvt døgn før den udløb. Israel svarede igen med luftskyts mod Gaza.
De blot få civile israelske tab, som Hamas' raketangreb forårsagede i løbet af konflikten, skyldes især, at jernkuplen nu var blevet så teknologisk avanceret, at raketterne mod Israel stort set er uden militær betydning.
Efter genoptagelsen af kamphandlingerne mistede Mohammed Deif, der er leder af Hamas' militære fløj sin kone og barn, der blev dræbt under et israelsk luftangreb. En våbenhvile uden udløbsdato
blev aftalt mellem parterne den 26. august 2014.

## Uroligheder i 2015
I løbet af 2015 opstod der især på Vestbredden en række uroligheder som følge af udvidede israelske bosættelser. I løbet af oktober‑november blev mindst 14 israelere dræbt, efter at de var påkørt af biler eller angrebet med knive eller skud. Israelske sikkerhedsstyrker dræbte i samme periode mindst 78 palæstinensere.

## Uroligheder i 2021
Der opstod i maj 2021 uroligheder i Østjerusalem, som hurtigt bredte sig til resten af Israel, Vestbredden og Gaza. Urolighederne var foranlediget af nogle retssager, som skulle høres i den israelske højesteret d. 10 maj. Lavere retsinstanser havde i disse sager fundet, at nogle palæstinensiske familier skulle fraflytte nogle bolligere i området Sheikh Jarrah i Østjerusalem til fordel for en gruppe jøder. Disse kendelser om tvangsfraflytning var sket med reference til forskellige kontroversielle israelske love, som forskellige internationale aktører har omtalt som diskriminerende og ulovlig. Spændingerne førte til sammenstød mellem en gruppe palæstinensere og det israelske politi aftenen for Ramadanens afslutning, fredag d. 7. maj, på Tempelbjerget ved Al-Aqsa-moskeen. Urolighederne og sammenstødene mellem det israelske politi og palæstinenserne forsatte de efterfølgende dage. Grundet de tiltagende uroligheder valgte den israelske højesteret at udskyde høringen og den endelige afgørelse i de føromtalte retssager, som havde været kalendersat til d. 10 maj.
Den. 10. maj begyndte Hamas at affyre raketter mod forskellige israelske byer fra Gaza, hvilket efterfølgende fik Israel til at gengælde med forskellige luftangreb rettet mod Gaza og Hamas. Der er (pr. d. 18. maj) blevet sendt over 3.000 raketter ind i de israelske områder, hvoraf mindst 10 israelere har mistet livet som følge af disse angreb. 212 palæstinensere har mistet livet som følge af de israelske angreb.

## Krig fra 2023
Den 7. oktober 2023 angreb Hamas ind i Israel, dræbte 1.200 israelere og tog 242 gidsler med tilbage i skjul i Gaza, heraf flere udlændinge. Israel mobiliserede 300.000 reservister og angreb store dele af Gaza med fly, artilleri og soldater. De iransk-støttede bevægelser Hizbollah i Libanon og Houthierne i Yemen udførte under krigen flere missilangreb mod Israel. Krigen i Gaza fortsatte i flere år, afbrudt af et par kortere våbenhviler. I maj 2025 iværksatte Israel en ny storstilet offensiv for at besætte hele Gazastriben. Seniorforsker Lars Erslev Andersen fra Dansk Institut for Internationale Studier vurderede, at målet med kampagnen var at drive palæstinenserne ud af Gaza ved gennem bombninger, udsultning og interne fordrivelser at gøre livet i området uudholdeligt for dem. På dette tidspunkt var omkring 55.000 palæstinensiske indbyggere i Gaza blevet dræbt under krigshandlingerne.

## Bosættelser
De israelske bosættelser på området, som blev besat i Seksdageskrigen i 1967, har gentagne gange været anledning til optrapning af konflikten, blandt andet fordi de ikke anerkendes af FN..
EU og Den Internationale Domstol i Haag refererer til Vestbredden som territorium okkuperet af Israel., mens USA i november 2019 erklærede, at de israelske bosættelser på Vestbredden ikke er i strid med folkeretten. Også allerede bosatte Palæstinensere har været nødsat til at flytte fra østjerusalem dels grundet pres i form af bøder og afslag på byggetilladelser og dels på grund af tvangsforflytninger. Tvangsforflytningerne sker på baggrund af to love, Absentee Property Law og Legal and Administrative Matters Law of 1970, som international lovgivning ser som diskriminerende og ulovlig, da en besættelsesmagt ikke må konfiskere landbesiddelse i det besatte område. Retssagerne er ført på baggrund af jødiske besættelsesorganisationer, der ifølge national lovgivning har ejerskab over områderne. Området Sheikh Jarrah er et område i østjerusalem, og i maj 2021 skulle en retssag finde sted i højesteretten, hvorfor der mobiliseredes modstand blandt Palæstinensiske indbyggere, og fredag d. 7.maj, aftenen hvor Ramadanen blev afsluttet, eskalerede det i massiv polititilstedeværelse på Tempelbjerget, hvor muslimernes Al-Aqsa-moskeen befinder sig. Palæstinenserne kvitterede med stenkast og der opstod dermed sammenstød mellem Politi og Palæstinenserne som varede de næstkomne dage. D. 10 maj erklærede Hamas, at de vil begynde at sende raketter ind i Israel, hvis ISF ikke trak sig tilbage fra tempelbjerget. Det gjorde politiet ikke, og Hamas startede med at sende raketter ind over Israel sammen med Islamisk Jihad i Palæstina. Israel har sendt luftangreb tilbage og forårsaget massiv ødelæggelse. FN kritiserede de Palæstinensiskes angreb for at værende krigsforbrydelser og Israelske angreb som være disproportionale.

## Mæglingsforsøg
FN har deklareret en række resolutioner, som sigter mod etablering af fred i Mellemøsten og har flere gange erkendt sit medansvar for konflikten. Siden Osloaftalerne har bestræbelserne især drejet sig om betingelserne for at etablere en selvstændig palæstinensisk stat, og forhandlingerne i 2013-2014 under ledelse af John Kerry koncentreredes om løsning af fire hovedspørgsmål:
- "Jerusalem: Palæstinenserne vil gøre Østjerusalem til deres hovedstad, men israelerne ønsker ikke at dele byen i to."
- "Grænser og bosættelser: Israel ønsker at bevare større bosættelser, mens palæstinenserne vil have grænser som før Seksdageskrigen i 1967 med nogle undtagelser, der tager hensyn til eksisterende bosættelser."
- "Flygtninge: Israel vil ikke være med til at give palæstinensere ret til at vende tilbage til områder, de boede i før statens oprettelse."
- "Sikkerhed: Israel ønsker, at landets sikkerhed kan garanteres. Palæstinenserne vil have sikkerhed for, at Israels militær ikke går ind."

Kerry måtte opgive videre mægling i april 2014, hvorefter nye krigshandlinger udbrød i perioden 8. juli - 5. august 2014. Det mislykkedes det flere gange at etablere en stabil våbenhvile, indtil der den 5. august i Kairo i Egypten blev forhandlet en 72 timer lang afbrydelse af kamphandlingerne, som sigtede mod at skabe egentlige fredsforhandlinger. Herefter blev luftangrebene genoptaget, og Israels delegation forlod forhandlingerne i Kairo, men vendte tilbage den 11. august, efter at en ny våbenhvile var trådt i kraft. Forhandlingerne, der foregik via mellemmænd, da parterne ikke anerkender hinanden som forhandlingspartnere, blev igen afbrudt, da den senest aftalte våbenhvile blev brudt af Hamas den 19. august. På trods af. at en permanent løsning ifølge de involverede parter ikke i sigte, fordi Hamas nægter at følge Israels krav om at nedlægge våbnene, mens Israel nægter at ophæve blokaden af Gazas grænser., blev en våbenhvile uden udløbsdato aftalt mellem parterne den 26. august 2014.

## Holdninger fra diverse interessenter

### De Forenede Nationer (FN)
FN har haft en central rolle i konflikten fra starten. Det skal i denne henseende fremhæves, at FN består af mange forskellige organer, som i nogen grad handler uafhængigt af hinanden, hvorfor disse FN-organer også har haft forskellige reaktioner til forskellige elementer af den israelsk-palæstinensiske konflikt. Ligeledes har de forskellige FN-organer forskellige juridiske muligheder, når det kommer til at intervenere i selve konflikten. Således vil eksempelvis FN's Sikkerhedsråd have mere vidtgående muligheder for at intervenere end FN's Generalforsamling, hvis resolutioner kun har karakter af en anbefaling. I FN's Sikkerhedsråd har USA hyppigt anvendt sin veto-stemme til at blokkere resolutioner rettet mod Israel, hvilket har vakt kritik af USA. I henhold til en rapport fra UN Watch var Israel omvendt det land i verden, der i 2020 blev fordømt flest gange af FN's Generalforsamling (17 resolutioner fordømte dem i 2020, mens blot 6 fordømte andre lande). Ligeledes har USA også kritiseret FN's menneskerettighedsorgan (UNHRC) for at have et: "uforholdsmæssigt stort fokus [på Israel] og en uendelig fjendtlighed over for Israel", hvilket afstedkom, at USA trak sig ud af dette FN-organ i 2018.

#### Liste over vigtige FN-resolutioner relateret til den israelsk-palestinensiske konflikt
- FN's Generalforsamlings resolution 181 (FN's delingsplan for Palæstina, 1947): en resolution, som anbefalede at dele det eksisterende Mandatområdet i Palæstina i to uafhængige stater, henholdsvis en jødisk og en arabisk stat.
- FN's Sikkerhedsråds resolution 242 (1967): resolution, som kom i kølvandet på seksdagskrigen, der sagde, at Israel skulle trække sig tilbage fra "områder besat" under den nylige konflikt. Samtidig opfordrede resolutionen til, at man skulle anerkende suveræniteten og uafhængigheden af alle stater i området, herunder deres ret til at leve i fred. Det skal bemærkes, at de "besatte områder" ikke entydigt var defineret i resolutionen, og de forskellige parter derfor havde forskellige opfattelser af, hvilke områder var blevet besatte.

### Den Internationale Straffedomstol (ICC)
Israel har ikke underskrevet, derpå heller ikke ratificeret, Rom-statutten, og er således medlem af Den Internationale Straffedomstol. Israels modstand mod traktaten stammer fra ordlyden af traktatens definition af krigsforbrydelse. Her tillkendegiver Artikel 8, stk. 2 (b) (viii), at det er en krigsforbrydelse, hvis:
The transfer, directly or indirectly, by the Occupying Power of parts of its own civilian population into the territory it occupies, or the deportation or transfer of all or parts of the population of the occupied territory within or outside this territory;
Modstanden mod overstående ordlyd skal ses i lyset af, at Israel beskyldes for at bryde 4. Genevekonvention, som bl.a. siger (artikel 49):
The Occupying Power shall not deport or transfer parts of its own civilian population into the territory it occupies.
Israel modstand kommer som følge af indsættelsen af ordet "indirekte" i overstående ICC-artikel. Der har her pågået en længerevarende kontrovers om, hvorvidt den 4. Genevekonvention overhovedet er applicerbar, når det kommer til situationer, hvor israelere eksempelvis frivilligt indvilliger i bosætte sig i områder på Vestbredden. Der er således ikke tale om direkte tvang eller påskyndelse fra den israelske stat side, omend palæstinensere argumentere for en mere indirekte påskyndelse, da staten giver forskellige indirekte subsidier til sådanne bosættere. Spørgsmålet, om hvorvidt mere indirekte tilskyndelse er omfattet af 4. Genevekonvention, fremgår direkte af ordlyden af ICC-bestemmelsen. I denne sammenhæng skal det endvidere påpeges, at Israel heller ikke selv offifcielt påtager sig en rolle som besættelsesmagt (Occupying Power), hvad angår de palæstinensiske områder.

## Holdninger i befolkningerne
Ifølge meningsmålinger har to-stats-modellen som løsningsmodel været støttet af et flertal i både den israelske og den palæstinensiske befolkning. De fleste palæstinensere anser Gaza og Vestbredden som det område, der skal udgøre den fremtidige stat. Et synspunkt der også deles af de fleste israelere. En mindre gruppe af hovedsageligt akademikere er fortalere for en enkelt-stats-model, hvor hele Israel, Gaza og Vestbredden samles i én stat, med lige rettigheder for alle indbyggere. Der er dog også dele af udformningen af en endelig aftale, hvor der hersker stor uenighed mellem de to sider. Lige som begge parter udtrykker stor bekymring om hvorvidt de kan stole på den anden parts vilje til at efterleve en sådan aftale.
Eskaleringen af konflikten fra 2009 til 2025 har gjort befolkningen, især i Israel, mere skeptisk overfor muligheden for en forhandlingsløsning.
Dette har bl.a. betydet, at opbakningen til den israelske fredsbevægelse, som stod stærkt efter Oslo-aftalen, er blevet voldsomt reduceret, ligesom Arbejderpartiet, der for ca. 20 år siden kunne opnå støtte fra ca. 33% af befolkningen, i løbet af de følgende år er blevet mere end halveret i vælgeropbakning.